# Pterorhachis
Pterorhachis es un género de plantas fanerógamas perteneciente a la familia (Meliaceae). Comprende dos especies descritas que están pendientes de ser aceptadas.

## Taxonomía
El género fue descrito por Hermann Harms y publicado en Botanische Jahrbücher für Systematik, Pflanzengeschichte und Pflanzengeographie 22: 155. 1895.  La especie tipo es: Pterorhachis zenkeri Harms

## Especies
- Pterorhachis letestui Pellegr.
- Pterorhachis zenkeri Harms